# Ekeby hembygdsförening
Ekeby hembygdsförening är en hembygdsförening i Boxholms kommun. Föreningen bildades 1930 och har som mål att värna om Ekeby sockens kultur och historia. Det hete tidigare Ekeby Hembygds- och Fornminnesförening.

## Historik
Hembygdsföreningen köpte 1930 in backstugan Boden, ligger på Dals mark.

## Torpmärkning
Sedan 1968 har förening i samarbete med Boxholms orienteringsklubb satt upp minnestavla på ödelagda torp i Ekeby socken. 1998 hade föreningen satt upp 178 minnestavlor. 

## Ordförande
- 1930-1932: Rupert Isaksson
- 1932-1939: Åke Nilsson
- 1939-1951: Otto Edlund
- 1951-1965: Nils Johansson
- 1965-1967: K. G. Jungdahl
- 1967-: Lars Andersson

## Böcker
En lista över böcker utgivna av Ekeby Hembygdsförening.
- 1945 - Ur Ekeby sockens hävder 1 (Nils Johansson)
- 1948 - Ur Ekeby sockens hävder 2 (Sven Petersson)
- 1950 - Ur Ekeby sockens hävder 3 (Nils Johansson)
- 1955 - Ur Ekeby sockens hävder 4 (Nils Johansson)
- 1961 - Ur Ekeby sockens hävder 5 (Elis Wettergren)
- 1998 - Ett sekel i Ekeby (Lars Andersson)